# Liste der Kulturdenkmale in Weiler zum Turm
In der Liste der Kulturdenkmale in Weiler zum Turm sind alle Kulturdenkmale der luxemburgischen Gemeinde Weiler zum Turm aufgeführt (Stand: 30. September 2022).

## Kulturdenkmal nach Ortsteil

### Hassel
| Bild | Bezeichnung                       | Lage                         | Beschreibung | Stufe | Eingetragen seit   |
| ---- | --------------------------------- | ---------------------------- | ------------ | ----- | ------------------ |
|      | Gebäude des Bauernhofes           | 4, rue de Luxembourg (Karte) |              | PCN   | 29. September 2021 |
|      | Barockaltäre der Kirche Ste-Lucie | (Karte)                      |              | IS    | 20. Februar 1979   |

### Syren
| Bild                                                  | Bezeichnung                                           | Lage                               | Beschreibung | Stufe | Eingetragen seit |
| ----------------------------------------------------- | ----------------------------------------------------- | ---------------------------------- | ------------ | ----- | ---------------- |
| Weitere Bilder                                        | Kirche St-Laurent                                     | (Karte)                            |              | PCN   | 19. April 1991   |
| Gebäudeensemble mit Nebengebäuden, Plätzen und Gärten | Gebäudeensemble mit Nebengebäuden, Plätzen und Gärten | 7–9 Wieweschgaessel 01.jpg (Karte) |              | IS    | 31. Januar 1994  |

### Weiler zum Turm
| Bild                                                                        | Bezeichnung                                                                 | Lage                             | Beschreibung | Stufe | Eingetragen seit |
| --------------------------------------------------------------------------- | --------------------------------------------------------------------------- | -------------------------------- | ------------ | ----- | ---------------- |
| Pfarrhaus mit Nebengebäuden und Garten                                      | Pfarrhaus mit Nebengebäuden und Garten                                      | 6 und 10, rue du Château (Karte) |              | PCN   | 6. März 2009     |
| Schloss Weiler                                                              | Schloss Weiler                                                              | 8, rue du Château (Karte)        |              | PCN   | 26. Februar 2010 |
| Teil des Ortsweges „Stadter Pad“ mit den angrenzenden Bäumen und Sträuchern | Teil des Ortsweges „Stadter Pad“ mit den angrenzenden Bäumen und Sträuchern | am östlichen Ostrand (Karte)     |              | IS    | 24. April 2013   |

Legende: PCN – Immeubles et objets bénéficiant des effets de classement comme patrimoine culturel national; IS – Immeubles et objets inscrits à l’inventaire supplémentaire

## Quelle
- Liste des immeubles et objets beneficiant d’une protection nationales, Nationales Institut für das gebaute Erbe, Fassung vom 12. September 2022, S. 134 (PDF)

- Karte mit allen Koordinaten:
- OSM |
- WikiMap